# 東京24時間鬼ごっこ
東京24時間鬼ごっこ（とうきょう24じかんおにごっこ）は、1987年と1988年にフジテレビ系の金曜おもしろバラエティで放送された企画。1987年版は自社制作、番組名は「ホイチョイスペシャル 大東京24時間オニごっこ」。1988年版はIVSテレビ制作との共同制作、番組名は「首都大捜索！24時間 大脱走グランプリ」。

## 概要
東京23区を24時間に渡って事前に募集した視聴者チームが逃亡をし、逃げ切れば豪華賞品がもらえるルールだった。

## ルール
視聴者3チームが東京23区内を24時間逃亡し、捕まえる鬼は軍服を着用して時差で追跡を開始する。
逃げるチームはタクシーやバスや自転車での逃亡と立入禁止区域に立ち入ることも禁止され、交通法規も遵守した。ただし1回だけ、公共交通機関に乗れるワープチケットを使うことができる。1時間おきに総司令部に電話をして、現在地を知らせる。
捕まえる鬼は逃げるチームを追跡し、交通法規も厳守する等のルールがあった。

## 出演
- 司会：渡辺徹
- ナレーター:小川真司（1987年版）、大森章督（1988年版）

## スタッフ
- 企画：小牧次郎、石原隆
- 企画協力：ホイチョイプロダクション
- プロデューサー：牛丸謙壱、松野暁
- 総合演出：伊藤輝夫（テリー伊藤）
- ディレクター：松崎俊顕、加藤雅之
　梁取正彦、杉山和典
　小野恭裕、玉井浩
- 制作：フジテレビ、IVSテレビ制作

## エピソード
- 1987年版は同年11月21日に公開された映画「私をスキーに連れてって」とのタイアップで豪華賞品もそれに準じた賞品だった。スポンサーもヴィクトリア(後にゼビオに吸収合併)が筆頭スポンサーに金曜おもしろバラエティの複数スポンサーを加えてのスポンサーだった。結果は逃げるチームが逃げ切るも午前零時前に全チームが捕まる形となった。
- 1988年版は、その年に解散したシブがき隊が参加したが、前年より長く逃亡するも午前1時前後で全チームが捕まる形となった。EDの語りで次回第3回目も行うかの様な台詞で締めくくったが予算の絡みなのか、結局1988年版で終了となった。